# Newseum
(Promo del Newseum)
Il Newseum (gioco di parole tra i termini news e museum) era un museo interattivo dell'informazione e del giornalismo, situato a Washington e, da dicembre 2019, in attesa di nuova collocazione.

## Il museo
Nelle stanze dell'edificio museale sono conservati microfoni, macchine fotografiche, telecamere, macchine da scrivere, computer, cellulari e tutti gli altri mezzi di cui il giornalismo si è servito nel corso degli anni.
Il settimo piano dell'edificio, un museo di oltre 23.000 metri quadrati, presenta quindici teatri e quattordici gallerie. La "Newseum's Berlin Wall Gallery" espone la più grande collezione di sezioni del muro di Berlino fuori dai confini tedeschi. La "Today's Front Pages Gallery" mostra le prime pagine di oltre ottanta quotidiani internazionali.

### World Press Freedom

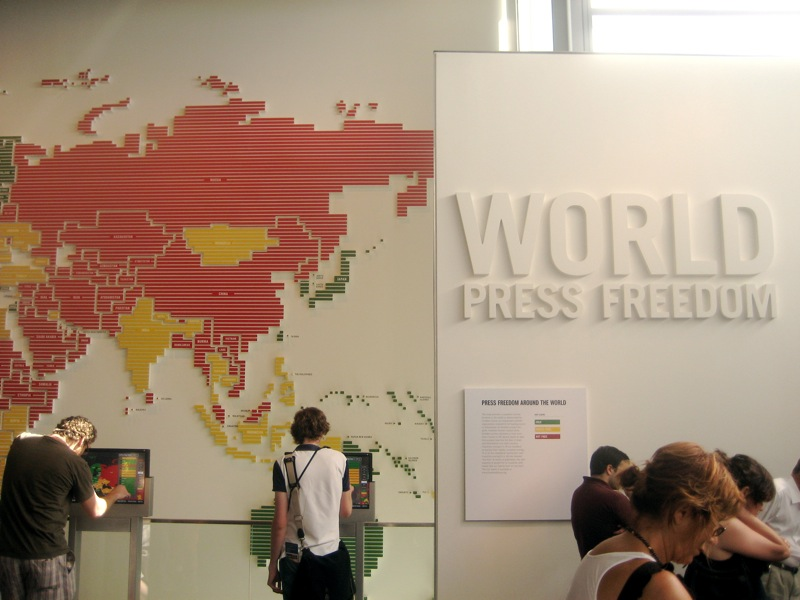
Mappa mondiale del World Press Freedom

Una delle sale del museo è quella dedicata alla libertà di stampa (World Press Freedom) dove è esposto un enorme plastico murale nel quale ogni Paese ha un colore in base alla libertà di stampa, l'Italia è colorata in giallo come molti Paesi dell'Africa e al contrario della maggior parte dei Paesi europei che sono di colore verde.
Freedom Forum è un'organizzazione senza scopo di lucro creata nel 1991 dall'editore Al Neuharth, fondatore del giornale USA Today, basata sulla precedente Gannett Foundation. Il Freedom Forum ha aperto il Newseum ad Arlington, Virginia, nel 1997. Prima di aprire in Virginia, ha mantenuto gallerie espositive a Nashville e Manhattan, le ultime nella hall dell'ex IBM Building al 590 di Madison Avenue. Nel 2000, il Freedom Forum decise di spostare il museo attraverso il fiume Potomac fino al centro di Washington, D.C. Il sito originale è stato chiuso il 3 marzo 2002, per consentire al suo personale di concentrarsi sulla costruzione del nuovo e più grande museo. Il nuovo museo, costruito al costo di 450 milioni di dollari, ha aperto le sue porte al pubblico l'11 aprile 2008.